# 拡大先願
日本の特許制度において、拡大先願（かくだいせんがん）とは、特許出願に係る明細書、図面及び特許請求の範囲に記載された発明により、後にされた出願（後願）に係る発明についての登録を排除する出願をいう。先願主義と異なり、出願に係る発明（特許請求の範囲）だけでなく、明細書や図面のみ記載された発明によっても後願を排除することから「拡大先願」と呼ばれている。また、出願後に公開される発明によって後願を排除することから「準公知」（じゅんこうち）とも呼ばれる。
拡大先願は、特許法29条の2及び実用新案法3条の2に規定されており、これに該当する発明については特許を受けることができない。以下の説明では、特に説明しない限り、特許法の条文番号で説明する。

## 概要

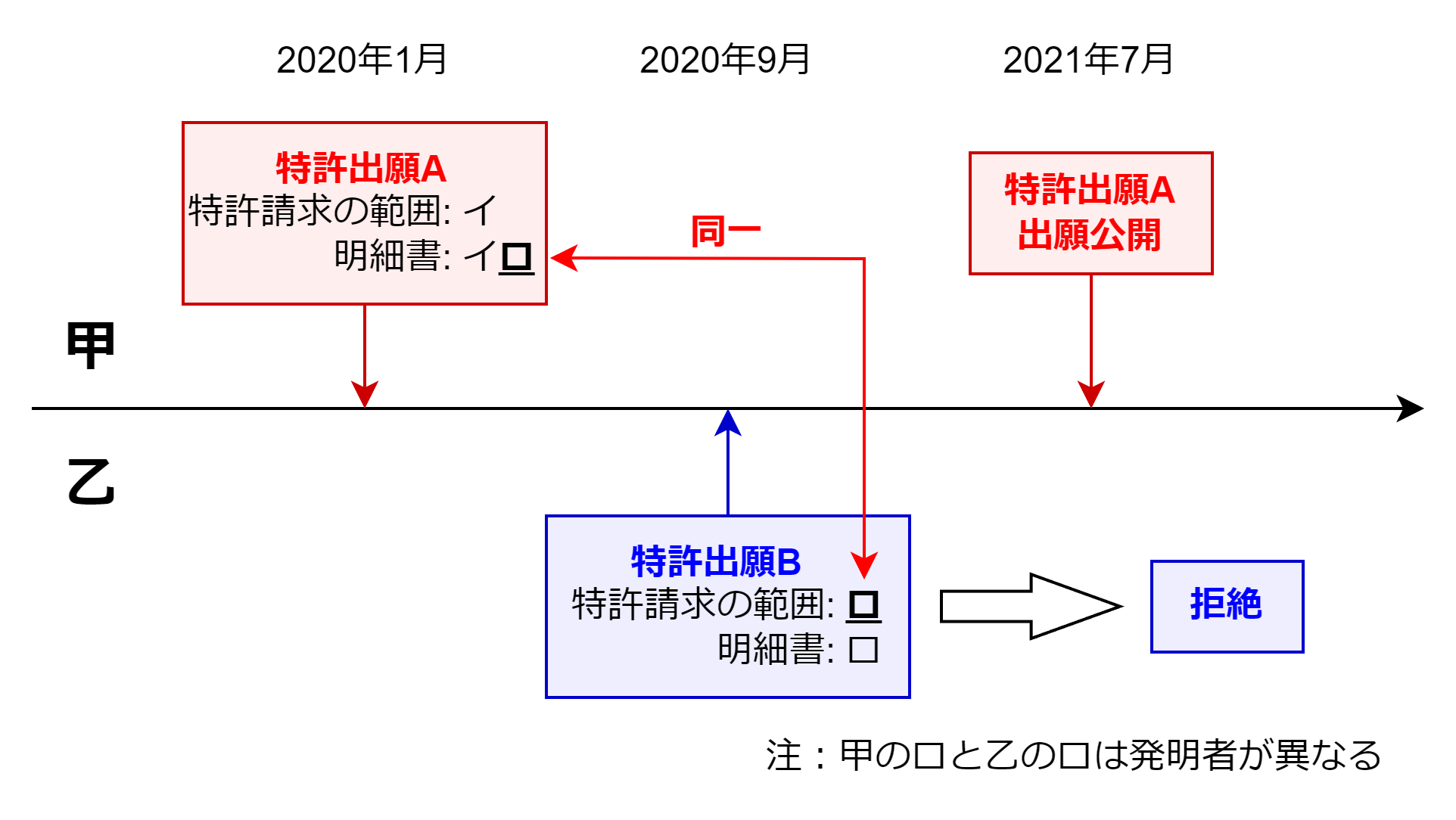
2020年1月: 甲が特許出願A（明細書のみに発明ロを記載）。これが特許法29条の2の「他の出願」にあたる。2020年9月: 乙が特許出願B（特許請求の範囲に発明ロを記載）。 2021年7月: 甲の特許出願Aが公開。 この場合、甲の発明ロと乙の発明ロとの発明者が異なれば、乙の出願Bは拒絶される。

以下の要件をすべて満たす発明については、当該他の出願を拡大先願として特許を受けることができない（29条の2、実用新案法3条の2）。
1. 出願の日前にされた他の出願（先願）があること。
2. 出願の後に当該先願が公開されたこと。
3. 出願に係る発明が、当該先願当初の明細書・図面・特許請求の範囲（明細書等）に記載の発明と同一であること。
4. 上記発明が、当該先願と発明者が異なること。
5. 出願時において、当該先願と出願人が異なること。

拡大先願の規定に違反することは、拒絶・異議申し立て・無効理由となる（49条2号、113条2号、123条1項2号）。

## 趣旨
本規定の趣旨は以下の通りである。

### 準公知
先願の明細書等に記載されている発明は、特許請求の範囲以外の記載であっても、出願公開等により一般にその内容は公表される。したがって、後願がたとえ先願の公開前に出願されても、その内容が先願に記載の発明である以上、さらに後願を出願公開等をしても、新しい技術をなんら公開するものではない。そのため、このような発明に特許権を与えることは、新しい発明の公表の代償として発明を保護しようとする特許制度の趣旨から妥当でない。

### 拡大先願
審査は原則として出願審査請求順に行われることになるが、出願審査ｎ段階において先願が出願審査請求されていなければその先願の特許請求の範囲は確定しない。なぜなら、先願の審査処理が終了するまで、特許請求の範囲は補正で変動するからである。したがって先願の範囲を特許請求の範囲に限定しておくと、先願の審査処理が確定するまで（先願の地位が確定しないため）後願の審査ができないこととなる。そこで、補正により特許請求の範囲を増減変更することができる最大範囲である、出願当初の明細書等に記載された範囲全部に先願の地位（拡大された先願の地位）を認めておけば先願の審査処理を待つことなく後願を審査できる。

### 過剰な防衛出願の防止
現行制度では、出願人として主要技術（請求範囲に記載された発明）について権利を取得すれば十分であると考えている場合にも、その主要発明の周辺の関連技術（主として明細書の詳細な説明又は図面に記載される）を他人に取得されないようにしておかないと、その主要発明の実施さえも妨げられることになる。そこで、明細書の詳細な説明や図面の記載についても先願の地位を認めておけば、主要技術の説明として明細書の詳細な説明等に記載された関連技術については、出願人として権利を取得する必要がないと思えば別個に出願しなくても、当該関連技術と同一発明に係る後願を拒絶できる。また、仮に、周辺の関連技術について別個の出願をした場合でも、それが出願公開されれば、後願を拒絶させるために出願審査請求をする必要がない。

## 先願主義との差異
拡大先願（29条の2）の規定は、先願主義の規定（39条）と同様、先願によって後願を排除する規定であるが、以下の点で異なる。
- 29条の2は、準公知及び審査請求制度からの要請を趣旨とするのに対し、39条では、二重特許の排除を趣旨とする。
- 29条の2は、同日出願に対して適用はないが、39条は、同日出願に対しても適用がある（39条2項）。
- 29条の2では、明細書・図面のみに記載された発明にも後願排除効を認めるが、先願主義では、特許請求の範囲に記載された発明のみに後願排除効が認められる。
- 29条の2では、先願が公開されていなければ適用はないが、39条では、先願が公開されていなくても適用がある。
- 29条の2では、先願が公開された後、放棄・取り下げ・却下等されても後願を排除できるが、39条では、先願が放棄・取り下げ・却下等になれば適用はない（39条5項）。
- 29条の2では、後願時において出願人が異なれば適用はないが、39条では、出願人が同一でも適用がある。
- 29条の2では、発明者が異なれば適用はないが、39条では、発明者が同一でも適用がある。

## 要件
以下、29条の2の規定に該当するための要件について詳細に説明する。

### 後願の日前にされた先願があること
この要件では、先願の日が後願の日の日前であることを要件とする。
ここで、後願の日とは、分割・変更・実用新案登録に基づく出願の場合、遡及した出願日を指し（44条2項）、優先権の主張を伴う場合は、優先権の基礎とした出願日（優先日）を指す（41条2項、パリ4条B）。
また、先願の日とは、分割・変更・実用新案登録に基づく出願の場合、（遡及した出願日ではなく）現実の出願日を指し（44条2項）、パリ優先権の主張を伴う場合は、優先日を指し、国内優先権の主張を伴う場合は、優先日を指し、国内優先権の主張を伴う場合は、優先日ではなく）出願日を指す。

### 後願の後に先願が公開されたこと
この要件では、後願より後に上記先願の公開があったことを要件とする。ここで、公開時期について「日後」ではなく「後」と規定されているため、例えば、後願が午前中に行われ、先願の公開が午後にあった場合も適用がある。なお、先願の公開後、後願がされた場合、29条の2ではなく、29条1項3号の問題となる。
ここで、先願の公開とは、特許掲載公報の発行、出願公開、実用新案公報及び国際公開を含む（29条の2、184条の13）。
また、先願が国内優先権の基礎とした出願の場合、優先権の主張がされた発明については、当該優先権の主張をした出願の出願公開・国際公表があった際に公開されたものと擬制して（公開擬制）、本要件を判断する（41条3項、184条の15第2項、3項）。

### 後願に係る発明が、当該先願当初の明細書等に記載の発明と同一であること
この要件では、後願の特許請求の範囲に記載の発明が、先願の願書に添付した当初明細書等と同一であることを要件とする。
ここで、先願が外国語書面出願（36条の2）である場合、当初の明細書等ではなく、外国語書面に記載の範囲で後願を排除する（29条の2かっこ書）。また、先願が外国語特許出願である場合、国際出願日における国際出願の明細書等の範囲で後願を排除する（184条の15第3項）。外国語書面出願・外国語特許出願では、これらの書面の記載範囲を最大範囲として誤訳の訂正（17条の2）を行うことで特許請求の範囲を増減変更することが可能であるためである。

### 発明が当該先願と発明者が異なること
この要件では、後願に係る発明の発明者が、先願の明細書等に記載の発明の発明者と異なることを要件とする。
ここで、発明者が異なるとは、共同発明者の一部が異なることを含む。

### 出願時において、当該先願と出願人が異なること
この要件では、後願時において、後願の出願人が、先願の出願人と異なることを要件とする。
ここで、出願人の異同が出願時に判断されるため、出願後に特許を受ける権利の譲渡等により、出願人が同じになった場合も該当する。しかし、国内優先権の主張をした場合、判断時は、優先日ではなく、出願時に繰り下がる（41条2項参照）。そのため、29条の2違反で拒絶理由通知（50条）がされた場合、特許を受ける権利の譲渡・引き渡しを行って、出願人を一致させた後に国内優先権の主張を行うことで、同条による拒絶理由を解消できる可能性がある。

### その他の要件
先願が外国語特許出願である場合、以上の要件に加え、その先願が、請求の範囲及び明細書の翻訳文不提出により取り下げられたものとみなされたものでないことがさらに必要である（184条の13）。